# オタヴィオ・エジミウソン・ダ・シウヴァ・モンテイロ
オタヴィオ・エジミウソン・ダ・シウヴァ・モンテイロ（Otávio Edmilson da Silva Monteiro，1995年2月9日 - ）は、ブラジル・パライバ州ジョアンペソア出身のサッカー選手。サウジ・プロ・リーグ・アル・ナスル所属。ポルトガル代表。ポジションはMF。

## 経歴

### クラブ
2014年9月1日、FCポルトと5年契約を結んだ。
2015年1月、ヴィトーリアSCに他2選手と共に期限付き移籍した。
2021年3月、ポルトとの契約を2025年夏まで延長した。
2023年8月22日、アル・ナスルFCへの移籍が決定。

### 代表
2021年3月23日、ポルトガル国籍を取得したことを公表。2021年8月26日、ポルトガル代表に初招集された。9月5日のカタール代表との国際親善試合で先発出場して代表デビューを飾り、24分に代表初ゴールを記録した。

## 代表歴

### 出場大会
- ポルトガル代表
  - 2022 FIFAワールドカップ

### 試合数
- 国際Aマッチ 19試合 3得点（2021年-）[8]

| ポルトガル代表 | 国際Aマッチ | 国際Aマッチ |
| 年             | 出場        | 得点        |
| -------------- | ----------- | ----------- |
| 2021           | 2           | 1           |
| 2022           | 9           | 1           |
| 2023           | 8           | 1           |
| 2024           |             |             |
| 通算           | 19          | 3           |

## タイトル
インテルナシオナル
- カンピオナート・ガウショ: 2013, 2014

ポルト
- プリメイラ・リーガ: 2017-18, 2019-20, 2021-22
- タッサ・デ・ポルトガル: 2019-20, 2021-22, 2022-23
- タッサ・ダ・リーガ: 2022-23
- スーペルタッサ・カンディド・デ・オリベイラ: 2018, 2020